# ERCC8
ERCC8 (англ. ERCC excision repair 8, CSA ubiquitin ligase complex subunit) – білок, який кодується однойменним геном, розташованим у людей на короткому плечі 5-ї хромосоми.  Довжина поліпептидного ланцюга білка становить 396 амінокислот, а молекулярна маса — 44 055.
| 10         |  | 20         |  | 30         |  | 40         |  | 50         |
| ---------- |  | ---------- |  | ---------- |  | ---------- |  | ---------- |
| MLGFLSARQT |  | GLEDPLRLRR |  | AESTRRVLGL |  | ELNKDRDVER |  | IHGGGINTLD |
| IEPVEGRYML |  | SGGSDGVIVL |  | YDLENSSRQS |  | YYTCKAVCSI |  | GRDHPDVHRY |
| SVETVQWYPH |  | DTGMFTSSSF |  | DKTLKVWDTN |  | TLQTADVFNF |  | EETVYSHHMS |
| PVSTKHCLVA |  | VGTRGPKVQL |  | CDLKSGSCSH |  | ILQGHRQEIL |  | AVSWSPRYDY |
| ILATASADSR |  | VKLWDVRRAS |  | GCLITLDQHN |  | GKKSQAVESA |  | NTAHNGKVNG |
| LCFTSDGLHL |  | LTVGTDNRMR |  | LWNSSNGENT |  | LVNYGKVCNN |  | SKKGLKFTVS |
| CGCSSEFVFV |  | PYGSTIAVYT |  | VYSGEQITML |  | KGHYKTVDCC |  | VFQSNFQELY |
| SGSRDCNILA |  | WVPSLYEPVP |  | DDDETTTKSQ |  | LNPAFEDAWS |  | SSDEEG     |

A: Аланін

C: Цистеїн

D: Аспарагінова кислота

E: Глутамінова кислота

F: Фенілаланін

G: Гліцин

H: Гістидин

I: Ізолейцин

K: Лізин

L: Лейцин

M: Метіонін

N: Аспарагін

P: Пролін

Q: Глутамін

R: Аргінін

S: Серин

T: Треонін

V: Валін

W: Триптофан

Кодований геном білок за функцією належить до фосфопротеїнів. 
Задіяний у таких біологічних процесах як пошкодження ДНК, репарація ДНК, убіквітинування білків, поліморфізм, альтернативний сплайсинг. 
Локалізований у ядрі.